# 蔡宮侯
蔡宮侯，姬姓，本字失傳，是西周諸侯國蔡国第四任國君。
他是蔡伯荒之子，在位年代及年數不明，陳夢家《西周年代考》認為當在周共、懿二王時期。《史記》記載「蔡伯荒卒，子宮侯立」，《尚史》、《資治通鑑外紀》均沿用《史記》原文。他死後傳位給兒子蔡厲侯。